# إدوارد فيكتور أبلتون
 إدوارد فيكتور أبلتون  (بالإنجليزية: Edward Victor Appleton)‏، ولد في برادفورد في التاريخ 6 سبتمبر 1892 وتوفي في أدنبره بتاريخ 21 أبريل 1965، هو عالم فيزياء بريطاني حائز على جائزة نوبل للفيزياء في عام 1947.

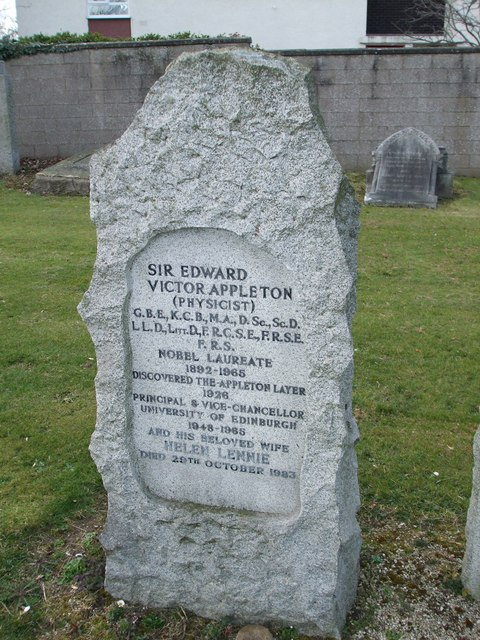
قبر السير إدوارد فيكتور أبليتون ، مقبرة مورنينجسايد ، إدنبرة

بيّن بالتجربة على وجود طبقات المتأينة في ارتفاع جو يمكن أن تعكس موجات الإذاعة. في 1947، تلقى جائزة نوبل للفيزياء لعمله في الغلاف الجوي العلوي. كما أنه كان الفائز بالوسام الملكي في 1950.

## روابط خارجية
- إدوارد فيكتور أبلتون على موقع الموسوعة البريطانية (الإنجليزية)
- إدوارد فيكتور أبلتون على موقع مونزينجر (الألمانية)
- إدوارد فيكتور أبلتون على موقع إن إن دي بي (الإنجليزية)